# شبکه باز تلگرام
شبکهٔ باز تلگرام (به انگلیسی: Telegram Open Network) به اختصار تون (به انگلیسی: TON) زنجیره بلوکی مبتنی بر شبکهٔ غیرمتمرکز است که توسط تیم تلگرام ایجاد شد. در می ۲۰۲۰، در پی شکایت کمیسیون بورس و اوراق بهادار آمریکا از این پروژه، تلگرام رسماً از این پروژه کناره‌گیری کرد. این شامل ماشین مجازی تون (TVM یا TON VM) می‌باشد.

## تاریخچه
در ماه می ۲۰۲۰، در پی شکایت کمیسیون بورس و اوراق بهادار آمریکا از این پروژه، تلگرام رسماً از این پروژه کناره‌گیری کرد. اما جدا شدن تلگرام از پروژهٔ تون به معنی پایان کار شبکهٔ باز تلگرام نبود. بیانیهٔ جدایی تون از تلگرام درحالی منتشر شد که جامعهٔ مستقل «تون آزاد» یا «فری تون» (به انگلیسی: Free TON) در روز هفتم ماه می شبکهٔ زنجیره بلوکی تون را به‌صورت مستقل راه‌اندازی کرد. بر اساس اسناد مربوط به کمیسیون بورس و اوراق بهادار ایالات متحده (SEC) در مقابل طرح تلگرام (۲۰۲۰)، تا سال ۲۰۱۷ این استارت‌آپ با سرمایه شخصی برای پرداخت سرورها و خدمات به پول نیاز داشت. دورف تأمین مالی با سرمایه خطرپذیر را در نظر گرفت، اما تا زمانی که مشکلات حل نشود، تصمیم به مخالفت با آن گرفت. در اواسط دسامبر ۲۰۱۷، دورف در مصاحبه‌ای با بلومبرگ اعلام کرد که تلگرام در سال ۲۰۱۸ شروع به کسب درآمد خواهد کرد. تک‌کرانچ خیلی زود تأیید کرد که این شرکت قصد دارد پروژهٔ بلاک چینی خود را به نام «شبکه باز» یا «شبکه باز تلگرام» (تون) و ارز دیجیتال بومی آن «گرم» یا «گرام» (Gram) را راه‌اندازی کند.
در ژانویه ۲۰۱۸، یک اوراق سفید ۲۳ صفحه ای، و یک مقاله فنی ۱۳۲ صفحه ای دقیق، تا حدودی بر روی این پروژه روشن شد. طبق اسناد، برادران دورف قصد داشتند پایگاه کاربران تلگرام موجود را به تون جذب کنند و پذیرش انبوه ارزهای دیجیتال را ترویج کنند و آن را به یکی از بزرگ‌ترین بلاک چین‌ها تبدیل کنند. شبکه تون به عنوان پلتفرمی برای برنامه‌ها و خدمات غیرمتمرکز مشابه ویچت، گوگل پلی یا اپ استور، یا حتی جایگزین غیرمتمرکز برای خدمات پردازش پرداخت ویزا و مسترکارت به دلیل توانایی آن در مقیاس، تراکنش در ثانیه و پشتیبانی میلیون‌ها نفر توصیف شد.
پایگاه کد تون توسط نیکلای دورف، توسعه‌دهنده پروتکل پروکسی MTProto تلگرام ایجاد شد و پاول شخصیت عمومی این پروژه شد.

### فروش خصوصی گرام

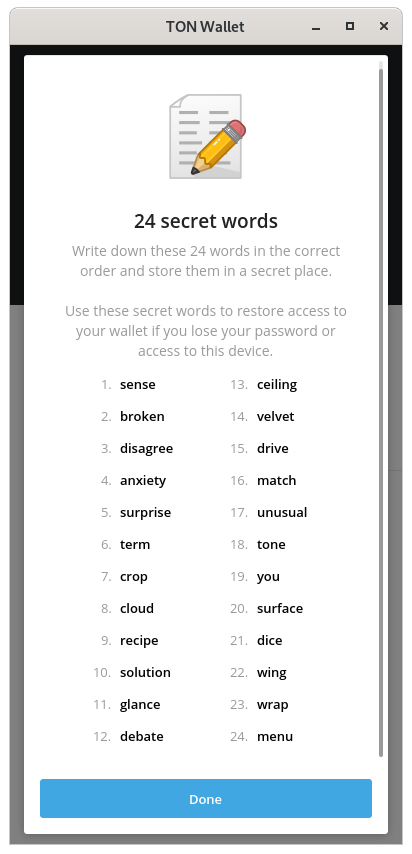
برای دسترسی به کیف پول‌ها از ۲۴ کلمه مخفی استفاده می‌شود که بر اساس آنها ۲۵۶ بیت کلید خصوصی کیف پول محاسبه می‌شود

تلگرام برای تأمین مالی توسعه پیام‌رسان و پروژهٔ زنجیره بلوکی، از طریق یک پیشنهاد گرام خصوصی، سرمایه‌گذاری را جذب کرد. یک طرح قانونی دو مرحله‌ای به کار گرفته شد: قرارداد خرید گرام به عنوان یک قرارداد آتی ساختار یافته بود که به سرمایه‌گذاران اجازه می‌داد پس از راه‌اندازی تون، توکن‌ها را دریافت کنند. از آنجایی که قراردادهای آتی فقط به سرمایه‌گذاران معتبر فروخته می‌شد، این پیشنهاد طبق مقررات D قانون اوراق بهادار سال ۱۹۳۳ از ثبت به عنوان اوراق بهادار معاف بود، لذا بر این اساس به محض اینکه تون عملیاتی شد، گرام‌ها کاربرد داشتند و به عنوان اوراق بهادار در نظر گرفته نمی‌شدند. پیش‌نویس قرارداد توسط شرکت حقوقی بزرگ ایالات متحده اسکادن تهیه شد.
این پیشنهاد در دو دور اجرا شد که هر یک ۸۵۰ میلیون دلار هزینه داشت. یک سایت خبری فناوری روسی، دور اول را با ارائه ۲٫۲۵ میلیارد توکن به قیمت ۰٫۳۸ دلار، با حداقل خرید ۲۰ میلیون دلار، و دور دوم را با ارائه ۶۴۰ میلیون توکن به قیمت ۱٫۳۳ دلار، با حداقل خرید ۱ میلیون دلار، محاسبه کرد. از ماه آپریل ۲۰۱۸، شرکت گزارش داده بود که ۱٫۷ میلیارد دلار از طریق ICO در حال انجام جذب کرده است. مقامات شرکت هیچ اظهارنظر عمومی در مورد ICO نداده‌اند. از بهار ۲۰۱۸، تنها منابع رسمی اطلاعات، دو فرم D بود که تلگرام در کمیسیون بورس و اوراق بهادار ایالات متحده ثبت کرد.

### روند توسعه
توسعه تون به صورت کاملاً منزوی و جدا انجام شد و برای تمام مدت مبهم بود. راه‌اندازی شبکه آزمایشی ابتدا برای سه‌ماهه دوم سال ۲۰۱۸، و راه‌اندازی شبکهٔ اصلی در سه‌ماهه چهارم برنامه‌ریزی شده بود، اما مراحل مهم و نقاط عطف چندین بار به تعویق افتاد. شبکهٔ آزمایشی در ژانویهٔ ۲۰۱۹ با نیم سال انحراف از برنامه راه‌اندازی شد. در ماه مه، این شرکت نسخهٔ سادهٔ مشتری شبکهٔ زنجیرهٔ بلوکی تون را منتشر کرد. در سپتامبر، شرکت کد منبع کامل گره‌های تون را در گیت‌هاب منتشر کرد که امکان راه‌اندازی یک گره کامل و کاوش شبکهٔ آزمایشی را فراهم می‌ساخت. راه‌اندازی شبکه اصلی تون برای ۳۱ اکتبر برنامه‌ریزی شده بود.

### کمیسیون بورس و اوراق بهادار ایالات متحده در مقابل تلگرام
کمیسیون بورس و اوراق بهادار ایالات متحده در مورد فروش خصوصی گرام نگرانی‌هایی داشت و مدت کوتاهی پس از آن با تلگرام تماس گرفت، اما طی ۱۸ ماه ارتباط طرفین به تفاهم نرسیدند. در ۱۱ اکتبر ۲۰۱۹ درست چند هفته قبل از برنامه‌ریزی تون برای راه‌اندازی، کمیسیون بورس و اوراق بهادار آمریکا یک دستور محدود کننده موقت برای جلوگیری از توزیع گرام ارائه کرد. رگولاتور ادعا کرد که خریداران اولیهٔ گرام شبیه به پذیره‌نویسان عمل می‌کنند و فروش مجدد این ارز پس از توزیع اولیه، توزیعی ثبت نشده در اوراق بهادار خواهد بود.
پس از یک نبرد حقوقی طولانی بین تلگرام و کمیسیون بورس و اوراق بهادار آمریکا، قاضی پی کوین کاستل از دادگاه منطقه‌ای ایالات متحده، ناحیهٔ جنوبی نیویورک با دیدگاه کمیسیون بورس و اوراق بهادار موافقت کرد که فروش گرام، توزیع به خریداران اولیه و فروش مجدد آتی بسیار محتمل باید به عنوان یک «طرح» واحد برای توزیع گرم در بازار ثانویه در یک پیشنهاد امنیتی ثبت نشده در نظر گرفته شود. «امنیت» مورد بحث شامل مجموعه‌ای از قراردادها، انتظارات و تفاهمات پیرامون فروش و توزیع توکن‌ها به عموم علاقه‌مندان بود و نه خود گرام. در این مورد، خریداران اولیه به عنوان پذیره‌نویسی عمل می‌کردند که قصد داشتند توکن‌ها را مجدد بفروشند و آن‌ها را مصرف نکنند. محدودیت‌های توزیع گرام برای خریداران مستقر در داخل و خارج از ایالات متحده همچنان به قوت خود باقی ماند، زیرا تلگرام هیچ ابزاری برای جلوگیری از خرید گرام در بازار ثانویه توسط شهروندان ایالات متحده نداشت.
پس از تصمیم دادگاه، تیم شبکه باز تلگرام اعلام کرد که نمی‌توانند پروژه را تا مهلت مورد انتظار ۳۰ آوریل ۲۰۲۰ راه‌اندازی کنند. در ۱۲ می ۲۰۲۰، پاول دورف پایان همکاری فعال تلگرام با «تون» را اعلام کرد. در ۱۱ جولای، تلگرام با کمیسیون بورس و اوراق بهادار ایالات متحده تسویه حساب کرد و موافقت کرد که ۱٫۲۲ میلیارد دلار را به عنوان «مبلغ فسخ» در قراردادهای خرید «گرام» بازگرداند و ۱۸٫۵ میلیون دلار جریمه به کمیسیون بورس و اوراق بهادار آمریکا بپردازد. این شرکت همچنین موافقت کرد که کمیسیون بورس را از هرگونه برنامه‌ای برای انتشار دارایی‌های دیجیتال طی سه سال آینده مطلع کند. قاضی این توافق را در ۲۶ ژوئن تأیید کرد. سخنگوی کمیسیون خاطر نشان کرد: «کسب‌وکارهای جدید و نوآور از شرکت در بازارهای سرمایه ما استقبال می‌کنند، اما نمی‌توانند این کار را برخلاف الزامات ثبت‌نام قوانین اوراق بهادار فدرال انجام دهند.» تلگرام متعاقباً شبکه آزمایشی تون را تعطیل کرد.
در سال ۲۰۲۰، تلگرام ۷۷۰ میلیون دلار به سرمایه‌گذاران تون بازپرداخت کرد و ۴۴۳ میلیون دلار را به بدهی یک ساله با بهرهٔ ۱۰ درصد تبدیل کرد و کل بدهی‌های خود را به ۶۲۵٫۷ میلیون دلار افزایش داد. در ۱۰ مارس ۲۰۲۱، این شرکت اوراق قرضهٔ ۵ ساله به ارزش ۱ میلیارد دلار را برای پوشش بدهی‌هایی که باید تا ۳۰ آوریل ۲۰۲۱ بازگرداند انجام داد.

## طراحی

### تون‌کوین
تون‌کوین رمزارز اصلی زنجیره بلوکی تون است، به‌طور خاص برای زنجیرهٔ اصلی و زنجیرهٔ کار آن. برای سپرده‌های مورد نیاز مانند تبدیل به اعتبار، هزینه‌های تراکنش و پرداخت‌های گاز (کارمزد برای پردازش پیام‌های قرارداد هوشمند در بستر بلاک‌چین)، و پرداخت‌هایی برای ذخیره‌سازی دائمی استفاده می‌شود که همهٔ آن‌ها معمولاً به تون جمع‌آوری می‌شوند. تون‌کوین در شبکه به عنوان یک عدد صحیح غیر منفی نشان داده می‌شود، این موجودی تون حساب بر حسب نانوتون (۱۰^۹ نانوتون = ۱ تون) است.
نام اصلی پروژه تن نتورک (Ton Network) و ارز دیجیتال آن تون کوین (Ton Coin) است. اسم پروژه مخفف Telegram Open Network (شبکه باز تلگرام) است، شبکه‌ای مقیاس‌پذیر با توانایی پردازش صدها هزار و حتی میلیون‌ها تراکنش بر ثانیه با کارمزدهای رقابتی که امکان ایجاد تغییرات در فناوری عملیاتی پلتفرم‌ها را برای توسعه‌دهندگان دی‌اپ‌ها فراهم می‌کند.

### تاریخچه ماینینگ (استخراج)
فرایند توزیع تون‌کوین منحصربه‌فرد بود، زیرا از طریق اثبات کار ارائه‌دهنده‌ها، که اساساً قراردادهای هوشمند با مقدار مشخصی از این ارز اختصاص داده شده بود اجرا شد. دوره ماینینگ برای تون‌کوین در ژوئن ۲۰۲۰ راه‌اندازی شد، زمانی که اکثریت قریب به اتفاق توکن‌ها، دقیقاً ۹۸٫۵۵٪ از کل عرضه، برای استخراج در دسترس قرار گرفتند. این توکن‌ها در قراردادهای هوشمند تخصصی ارائه‌دهنده‌ها قرار می‌گرفتند و بدین ترتیب به هر کسی اجازه می‌داد تا در فرایند استخراج شرکت کند.
کاربران توانستند به صورت روزانه حدود ۲۰۰٬۰۰۰ تون استخراج کنند. این روند توزیع اولیه تا ۲۸ ژوئن ۲۰۲۲ ادامه یافت. آخرین تون کوین دو سال پس از آغاز این دورهٔ ماینینگ با موفقیت استخراج شد که نشان‌دهنده پایان توزیع اولیه بود. استخراج تون‌کوین رسماً به پایان رسیده است.

## تحلیل مقایسه‌ای
زنجیرهٔ بلوکی تون در ویژگی‌های عملیاتی خود به شدت با چندین زنجیرهٔ بلوکی برجسته، از جمله سولانا و آتریوم در تضاد است. این تمایز در درجهٔ اول در جنبه‌های عملکرد، تطبیق‌پذیری و طراحی معماری قابل تشخیص است.

### زمان بلوک و نهایی‌سازی
زنجیرهٔ بلوکی تون با زمان تقریبی تولید بلوک ۵ ثانیه در هر شاردچین و مسترچین کار می‌کند. هوشیاری تولید بلوک منجر به کاهش قابل‌توجهی در زمان اجرای تراکنش و قرارداد هوشمند می‌شود و کارایی عملیاتی کلی سیستم را افزایش می‌دهد.

### عملکرد
تون به عنوان یک زنجیر بلوکی کامل تورینگ و با کارایی بالا، می‌تواند از تراکنش‌هایی با پیچیدگی‌های متفاوت در زنجیرهٔ اصلی خود و همچنین در تمام زنجیره‌های کاری پشتیبانی کند. ظرفیت پردازش تراکنش قابل توجه این شبکه، همراه با توانایی آن در انجام طیف گسترده‌ای از قراردادهای هوشمند، آن را از نظر عملکرد متمایز می‌کند.

### مقیاس‌پذیری
مقیاس‌پذیری تون در درجهٔ اول از پشتیبانی قوی آن برای زنجیره‌های کاری و شاردینگ پویا ناشی می‌شود. تون با پتانسیل گنجاندن حداکثر ۲^۳۲ زنجیره کار و تقسیم هر کدام به ۲۶۰ زنجیره خرد شده، درجه بالایی از مقیاس‌پذیری را نشان می‌دهد. علاوه بر این، توانایی آن در مدیریت ارتباطات متقاطع و زنجیره‌ای تقریباً آنی آن را قادر می‌سازد میلیون‌ها تراکنش در ثانیه را مدیریت کند.
از سال ۲۰۲۳، تون جایگاه خود را به عنوان یکی از معدود پروژه‌های زنجیره بلوکی واقعاً مقیاس‌پذیر حفظ می‌کند. زیرساخت‌های فناوری تون با نشان دادن قابلیت‌هایی برای پردازش میلیون‌ها و به‌طور بالقوه ده‌ها میلیون تراکنش واقعی قرارداد هوشمند تورینگ در هر ثانیه، یکی از پیشرفته‌ترین زیرساخت‌ها در فضای بلاک‌چین است.

## سایت‌های تون، وب جهان‌گستر تون
پروژهٔ تون چیزی بیش از یک زنجیرهٔ بلوکی است – همچنین دارای یک فناوری شبکه منحصر به فرد است.
اول از همه، پروتکل‌های شبکه به‌طور خاص برای زنجیرهٔ بلوکی تون ایجاد شدند تا گره‌ها بتوانند با یکدیگر ارتباط برقرار کرده و داده‌ها را مبادله کنند. در حال حاضر این شبکه راه‌حل‌هایی را میزبانی می‌کند که آنقدر قدرتمند و جهانی هستند که در مجموع، معادل اینترنت نسل بعدی هستند.
شبکهٔ تون به خودی خود جالب است، حتیٰ بدون در نظر گرفتن زنجیرهٔ بلوکی تون، زیرا یک شبکهٔ رایانه‌ای کاملاً غیرمتمرکز، امن و خصوصی شبیه به تور یا پروژه اینترنت مخفی است.
شبکه تون عمیقاً با زنجیرهٔ بلوکی تون، ارز دیجیتال تون‌کوین بومی پروژه و خدمات تون یکپارچه شده است – این یک هم افزایی ایجاد می‌کند و فناوری شبکه را به سطح کاملاً جدیدی ارتقا می‌دهد.
TON Services
بستری برای خدمات شخص ثالث که امکان ساخت واسط‌های کاربرپسند و آسان برای برنامه‌های غیرمتمرکز و قراردادهای هوشمند را می‌دهد. همچنین امکان مرور غیرمتمرکز صفحات وب را می‌دهد.
TON Workchains
تمامی بلاکچین‌های موجود، ارتباط و اتصال ضغیف و سستی با یکدیگر دارند. همهٔ پُل‌های شناخته شده چنگی به دل نمی‌زنند و از نظر بهره‌وری و تمرکززدایی آسیب‌پذیر هستند. وظیفه TON Workchains این است که همه بلاکچین‌ها را در یک شبکه واحد متحد کند.
TON Storage
تمامی بلاکچین‌های موجود، ارتباط و اتصال ضغیف و سستی با یکدیگر دارند. همهٔ پُل‌های شناخته شده چنگی به دل نمی‌زنند و از نظر بهره‌وری و تمرکززدایی آسیب‌پذیر هستند. وظیفه TON Workchains این است که همه بلاکچین‌ها را در یک شبکه واحد متحد کند.
TON Proxy
این یک پوسته رمزگذاری فراگیر داده برای گره‌های TON است که به یک شبکه I2P (اینترنت مخفی) شباهت دارد. این سرویس به شما امکان استفاده از خدمات VPN و TOR غیر متمرکز را برای حفظ حریم خصوصی آنلاین می‌دهد. پروکسی TON، همراه با عناصر اکوسیستم TON DNS و TON P2P، به برنامه‌های غیر متمرکز اجازه می‌دهد تا برای همیشه از خود در برابر سانسور متمرکز محافظت کنند.

## پروکسی تون

### در مرورگر
از آنجایی که پروکسی تون با پروکسی HTTP سازگار است، می‌توانید به سادگی تنظیمات را در تنظیمات مرورگر یا سیستم خود باز کنید و آدرس یک پروکسی عمومی TON Entry را به عنوان یک سرور پراکسی وارد کنید.
سپس می‌توانید سایت‌های «.ton» را مستقیماً در مرورگر خود باز کنید، درست مانند وب‌سایت‌های معمولی.

### کیف پول (Wallet)

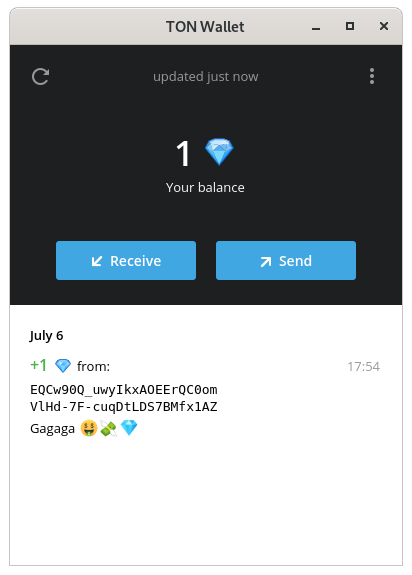
نمونه کیف پول

همه چیز همیشه می‌تواند ساده‌تر باشد. کیف پول‌های مختلف تون این شعار را داده‌اند که می‌خواهند پروکسی تون را مستقیماً در برنامه کیف پول پیاده‌سازی کنند تا از دانلود برنامه‌های اضافی جلوگیری شود.
در حال حاضر، این کار از طریق یک افزونه گوگل کروم به نام MyTonWallet امکان‌پذیر است.
این قابلیت به زودی در افزونه تون کروم، کیف پول TonKeeper و دیگر کیف پول‌ها در دسترس خواهد بود.

## قرارداد هوشمند در تون
برای ایجاد قرارداد هوشمند بلاکچین تون از زبان تاکت استفاده می‌شود.
تاکت یک زبان برنامه‌نویسی تایپ ایستا، ساده و قدرتمند است. این زبان توسعه دهندگان را قادر می‌سازد تا سیستم‌های قرارداد هوشمند پیچیده را با هزینه‌های اجرای تأیید شده در شبکه تون بنویسند.